# Günther Hanne
Carl Ernst Günther Hanne (* 3. Juni 1881 in Hamburg-Eppendorf; † 9. September 1913 nördlich von Helgoland) war ein deutscher Marineoffizier, zuletzt mit dem Dienstgrad Kapitänleutnant. Hanne war der Kommandeur des ersten deutschen Marine-Zeppelins L 1 und kam beim Absturz dieses Zeppelins ums Leben.

## Leben
Günther Hanne war der Sohn von Johannes Robert Hanne (1842–1923), der Pastor an St.-Johannis in Hamburg-Eppendorf war. Seine Mutter war Louise Dorothea Hanne, geborene Hastedt (1856–1931). Sein Großvater war der Theologe Johann Wilhelm Hanne (1813–1889). Günther Hanne besuchte das Wilhelm-Gymnasium in Hamburg, wo er zu Michaelis 1900 das Reifezeugnis erhielt.
Hanne trat im April 1901 die Offizierslaufbahn in der Kaiserlichen Marine an und war damit Teil der Crew 1901. Im April 1902 wurde er zum Fähnrich zur See ernannt, im September 1904 zum Leutnant zur See. Er trat 1904 den Dienst auf dem Linienschiff Elsass an, wo er im März 1906 zum Oberleutnant zur See befördert wurde. Nach einer Zwischenstation als Gerichtsoffizier bei der 1. Werftdivision diente er ab 1909 auf dem Kanonenboot Jaguar und wurde 1911 zum Kapitänleutnant befördert.
Anfang 1912 wechselte er ins Reichsmarineamt, wo er Ende des Jahres in das neugebildete Dezernat für Luftschiffwesen eintrat. Bei der Deutschen Luftschifffahrtsgesellschaft in Friedrichshafen wurde Hanne zum Führer für Zeppelin-Luftschiffe ausgebildet. Seiner Prüfungskommission gehörten Hugo Eckener und Ludwig Dürr an. Günther Hanne war der erste deutsche Stabsoffizier, der das Zeugnis als Luftschiff-Führer erhielt. Am 1. September 1913 verlobte er sich mit Ida Meyer, geborene Lampe, der Witwe eines Kameraden.

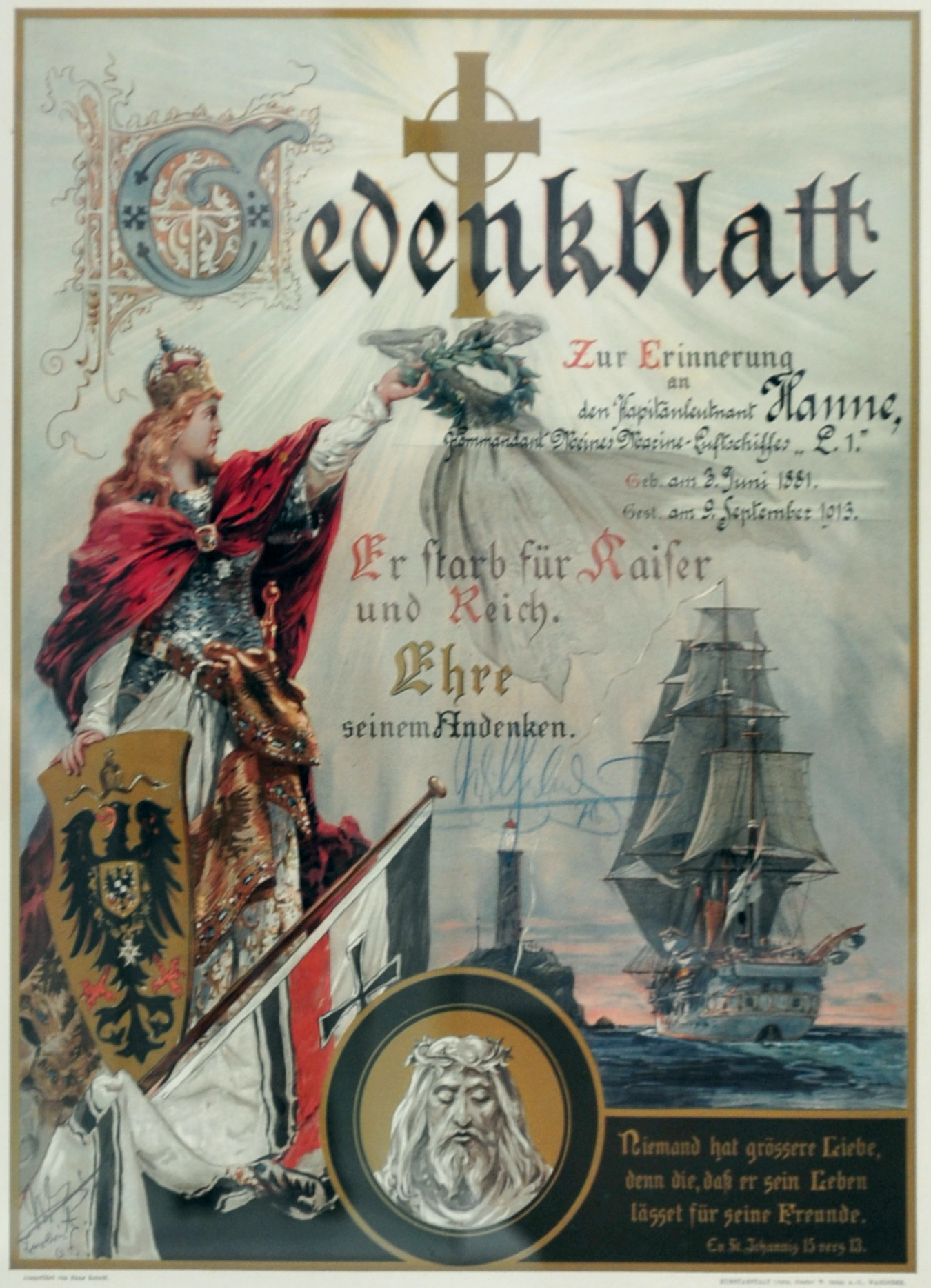
Gedenkblatt zu Ehren von Kapitänleutnant Hanne, entworfen von Kaiser Wilhelm II.

Am 9. September 1913 führte Hanne den ersten deutschen Marine-Zeppelins L 1 (vormals LZ 14) und stürzte mit dem Luftschiff in einem plötzlich aufkommenden Unwetter ab. 14 der 20 Besatzungsmitglieder starben bei dem Unglück. Hanne ertrank nach dem Absturz, sein Leichnam wurde nie gefunden. Der Mannschaft und Hanne wurde vielerorts gedacht, Kaiser Wilhelm II. ließ ihm zu Ehren ein Gedenkblatt veröffentlichen. Auf dem Friedhof Ohlsdorf wurde ihm ein Grabmal errichtet.